# Дентсвілл (Південна Кароліна)
Дентсвілл (англ. Dentsville) — переписна місцевість (CDP) в США, в окрузі Ричленд штату Південна Кароліна. Населення — 14 431 особа (2020).

## Географія
Дентсвілл розташований за координатами 34°4′32″ пн. ш. 80°57′19″ зх. д. / 34.07556° пн. ш. 80.95528° зх. д. (34.075540, -80.955161).  За даними Бюро перепису населення США в 2010 році переписна місцевість мала площу 17,87 км², з яких 17,53 км² — суходіл та 0,35 км² — водойми.

## Демографія
Згідно з переписом 2010 року, у переписній місцевості мешкали 14 062 особи в 6123 домогосподарствах у складі 3579 родин. Густота населення становила 787 осіб/км².  Було 6806 помешкань (381/км²).
Расовий склад населення:
| - 69,3 % — чорних або афроамериканців - 22,6 % — білих - 2,8 % — азіатів - 0,3 % — корінних американців - 0,1 % — вихідців з тихоокеанських островів - 2,5 % — осіб інших рас |

До двох чи більше рас належало 2,5 %. Частка іспаномовних становила 5,3 % від усіх жителів.
За віковим діапазоном населення розподілялося таким чином: 23,0 % — особи молодші 18 років, 63,9 % — особи у віці 18—64 років, 13,1 % — особи у віці 65 років та старші. Медіана віку мешканця становила 33,6 року. На 100 осіб жіночої статі у переписній місцевості припадало 81,8 чоловіків;  на 100 жінок у віці від 18 років та старших — 76,6 чоловіків також старших 18 років.
Середній дохід на одне домашнє господарство  становив 46 881 долар США (медіана — 37 106), а середній дохід на одну сім'ю — 52 703 долари (медіана — 40 246). Медіана доходів становила 35 786 доларів для чоловіків та 29 587 доларів для жінок. За межею бідності перебувало 17,9 % осіб, у тому числі 28,9 % дітей у віці до 18 років та 5,8 % осіб у віці 65 років та старших.
Цивільне працевлаштоване населення становило 7100 осіб. Основні галузі зайнятості: освіта, охорона здоров'я та соціальна допомога — 22,8 %, роздрібна торгівля — 15,2 %, науковці, спеціалісти, менеджери — 10,7 %, мистецтво, розваги та відпочинок — 9,1 %.